# Koror
Koror (palau Oreor) – wyspa i zarazem jedna z jednostek administracyjnych Republiki Palau. Koror to też największe miasto, dawna stolica Palau, w którym zamieszkuje blisko połowa ludności tego wyspiarskiego kraju. Według danych szacunkowych na rok 2009 liczy 9587 mieszkańców.
7 października 2006 stolica kraju została przeniesiona do Ngerulmud.